# Futbol'nyj Klub Rubin Kazan'
Il Futbol'nyj Klub «Rubin» (in russo Футбольный Kлуб «Рубин»?; in tataro «Рубин» футбол клубы, «Rubin» futbol klubı), noto come Rubin Kazan', è una società calcistica russa con sede nella città di Kazan'. Milita nella Prem'er-Liga, la massima divisione del campionato russo di calcio, e disputa le gare casalinghe nella Kazan Arena (45 000 posti).
Fondato nel 1958, ha esordito in massima serie nel 2003. Ha vinto 2 titoli nazionali, nel 2008 e nel 2009, e una Coppa di Russia, nel 2011-2012.

## Storia
Il club venne fondato nel 1958 come Iskra Kazan' e nel 1964 cambiò denominazione in Rubin Kazan. Alla prima stagione nel campionato sovietico di calcio venne iscritto in Klass B, la seconda serie, che proprio nel 1958 aveva visto un allargamento dell'organico. Nel corso degli anni ha alternato periodi nel secondo livello del campionato sovietico a periodi nel terzo livello, retrocedendo in quarta serie al termine della stagione 1989. Dal 1959 al 1971 il club venne allenato da Nikolaj Sentjabrëv, che nel 1965 condusse la squadra alla promozione in Vtoraja Gruppa A, dopo che il Rubin era sceso al terzo livello con la riforma dei campionati del 1963. Tra il 1968 e il 1970 la porta del Rubin venne difesa da Viktor Kolotov, unico calciatore del Rubin ad esser stato convocato nella nazionale di calcio sovietica. Con il crollo dell'Unione Sovietica il Rubin Kazan' perse lo sponsor che lo aveva affiancato sin dalla sua fondazione, l'azienda aeronautica KAPO con sede a Kazan', andando incontro a un periodo economicamente difficile che ne mise in dubbio l'esistenza. Nel 1991 il Rubin Kazan' chiuse la propria partecipazione al campionato sovietico vincendo il suo raggruppamento nella quarta serie e nel 1992 entrò a far parte del neo-costituito campionato russo di calcio prendendo parte al girone centro della Pervaja liga, seconda serie nazionale. Nel 1992 cambiò denominazione in Rubin-TAN Kazan a seguito di un accordo di sponsorizzazione con l'azienda TAN.
Prima dell'inizio della stagione 1994 il club tornò alla denominazione storica Rubin Kazan'. Dopo essere retrocesso in Vtoraja Liga, terzo livello nazionale, nel 1997 vinse il suo raggruppamento e venne promosso in Pervij divizion. Nell'agosto 2001 Gurban Berdiýew venne nominato allenatore del Rubin Kazan', carica che mantenne fino al 2013, portando il club ai vertici del campionato russo e a disputare le competizioni UEFA in varie edizioni. Nel 2002 vinse il campionato di Pervij divizion con due punti di vantaggio sul Černomorec Novorossijsk e conquistando la promozione in Prem'er-Liga per la prima volta nella sua storia. Nel 2003 all'esordio assoluto in massima serie il Rubin Kazan' concluse il campionato al terzo posto, guadagnando l'accesso al secondo turno preliminare della Coppa UEFA 2004-2005. L'esordio in una competizione UEFA si concluse subito contro gli austriaci del Rapid Vienna. Dopo aver concluso al decimo posto la stagione 2004, nel 2005 raggiunse il quarto posto e la qualificazione al secondo turno preliminare della Coppa UEFA 2006-2007. In quest'edizione della Coppa UEFA superò i preliminari eliminando i bielorussi del BATE, ma venne eliminato al primo turno del tabellone principale dal Parma con una doppia sconfitta per 0-1.

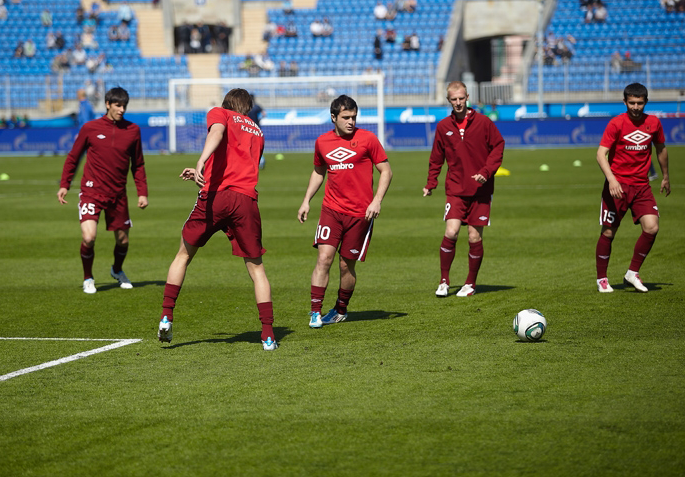
Il Rubin in una fase del riscaldamento prima della partita contro lo, 15 maggio 2011

Il 2 novembre 2008, nel cinquantesimo anniversario della sua fondazione, il Rubin Kazan' si aggiudicò per la prima volta, con tre giornate di anticipo sulla fine del torneo, il campionato russo, grazie alla vittoria in casa del Saturn con la rete decisiva di Savo Milošević, divenendo così la terza squadra non moscovita a vincere il campionato russo. Insediatosi in testa alla classifica sin dall'inizio del campionat, con una serie record di sette vittorie consecutive iniziali, riuscì a conservare il primato in graduatoria in virtù di una solida difesa e poté celebrare il successo finale, che valse la qualificazione all'edizione 2009-2010 della UEFA Champions League. In questa edizione il Rubin, sorteggiato nel girone con Barcellona, Inter e Dinamo Kiev, riuscì a ottenere una clamorosa vittoria per 1-2 alla terza giornata, al Camp Nou contro il Barcellona campione d'Europa in carica, grazie alle reti di Rjazancev e da Karadeniz. Concluse il gruppo al terzo posto e venne retrocesso in Europa League, dove raggiunse gli ottavi di finale, dove fu eliminato dai tedeschi del Wolfsburg.
Il 21 novembre 2009 il Rubin Kazan', pareggiando a reti bianche con lo Zenit San Pietroburgo, vinse per la seconda volta consecutiva il campionato russo con un turno di anticipo, diventando il primo club non moscovita a confermarsi campione di Russia. La seconda partecipazione alla UEFA Champions League, nell'edizione 2010-2011, si concluse nuovamente con il terzo posto nel girone (comprendente Barcellona, Copenaghen e Panathinaikos) e la retrocessione in Europa League, dove l'eliminazione giunse per mano del Twente ai sedicesimi di finale.
Nella stagione 2010 il Rubin Kazan' vinse prima la Coppa dei Campioni della CSI, battendo in finale i kazaki dell'Aqtöbe, e poi la Supercoppa di Russia, battendo il CSKA Mosca grazie alla rete realizzata da Aleksandr Bucharov. In campionato il Rubin concluse al terzo posto, a dieci punti dallo Zenit San Pietroburgo campione, ma guadagnando l'accesso ai preliminari della UEFA Champions League 2011-2012. In questa edizione della massima competizione confederale il Rubin non riuscì a raggiungere la fase a gironi, ma venne retrocesso in Europa League, dove raggiunse i sedicesimi di finale. 
L'8 maggio 2012, battendo per 1-0 la Dinamo Mosca grazie alla rete realizzata da Roman Erëmenko nella finale disputata a Ekaterinburg, il Rubin Kazan' vinse per la prima volta la Coppa di Russia. Nel luglio seguente vinse nuovamente la Supercoppa di Russia, battendo per 2-0 lo Zenit San Pietroburgo. Nella UEFA Europa League 2012-2013 il Rubin superò la fase a gironi e raggiunse i quarti di finale, dove venne eliminato dal Chelsea, che avrebbe poi vinto la competizione. Nel dicembre 2013 Berdiýew lasciò il ruolo di allenatore del Rubin dopo dodici anni.
Le stagioni successive, malgrado il ritorno del tecnico Berdiýew (di nuovo sulla panchina della squadra di Kazan' dal 2017 al 2019), furono caratterizzate da mediocri piazzamenti in campionato. Nell'ottobre 2018 il club fu, inoltre, bandito dalla UEFA dalle competizioni europee per due anni a causa di violazioni del fair play finanziario, ma di fatto il bando fu indolore, dato che la squadra non ottenne sul campo alcuna qualificazione a competizioni confederali per il successivo biennio.  
Quarta classificata nel campionato russo del 2020-2021 (con qualificazione alla UEFA Europa Conference League), la squadra concluse il campionato del 2021-2022 al quindicesimo posto, retrocedendo così in seconda serie. Nell'annata seguente il club completò la risalita in massima serie, vincendo il campionato cadetto.

## Allenatori

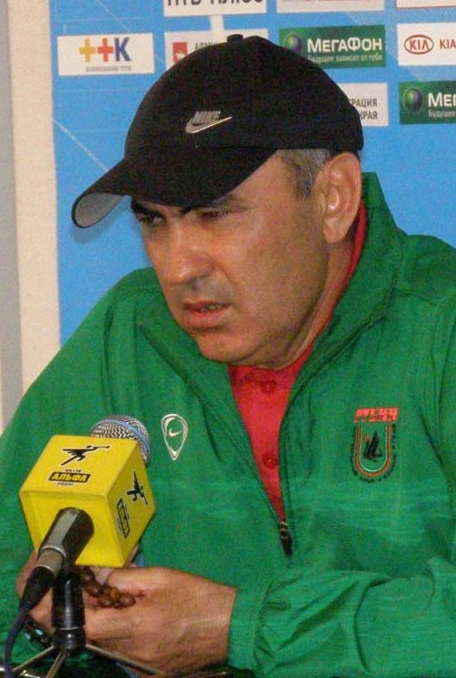
Gurban Berdiýew, allenatore turkmeno che ha guidato il Rubin Kazan' dal 2001 al 2013 e dal 2017 al 2019, portandolo alla vittoria di due campionati russi e alla vittoria sul Barcellona al Camp Nou nel corso della UEFA Champions League 2009-2010.

## Palmarès

### Competizioni nazionali
- Vtoraja Liga: 1

1965
- Campionato russo: 2

2008, 2009
- Coppa di Russia: 1

2011-2012
- Supercoppa di Russia: 2

2010, 2012
- PFN Ligi: 2

2002, 2022-2023
- Vtoroj divizion: 1

1997
- Pervenstvo Futbol'noj Nacional'noj Ligi: 1

2022-2023

### Competizioni internazionali
- Coppa dei Campioni della CSI: 1

2010

### Altri piazzamenti
- Campionato russo:

Terzo posto: 2003, 2010
- Coppa di Russia:

Finalista: 2008-2009
Semifinalista: 2016-2017
- Supercoppa di Russia:

Finalista: 2009
- PFN Ligi:

Terzo posto: 2000
- Coppa Intertoto UEFA:

Finalista: 2007

## Statistiche

### Partecipazione ai campionati
| Livello | Categoria             | Partecipazioni | Debutto | Ultima stagione | Totale |
| ------- | --------------------- | -------------- | ------- | --------------- | ------ |
| 1º      | Prem'er-Liga          | 17             | 2003    | 2019-2020       | 17     |
| 2º      | Klass B               | 5              | 1958    | 1962            | 21     |
| 2º      | Vtoraja Gruppa A      | 4              | 1966    | 1969            | 21     |
| 2º      | Pervaja Gruppa A      | 1              | 1970    | 1970            | 21     |
| 2º      | Pervaja Liga (URSS)   | 4              | 1971    | 1977            | 21     |
| 2º      | Pervaja Liga (Russia) | 2              | 1992    | 1993            | 21     |
| 2º      | Pervyj divizion       | 5              | 1998    | 2002            | 21     |
| 3º      | Klass B               | 3              | 1963    | 1965            | 22     |
| 3º      | Vtoraja Liga (URSS)   | 15             | 1972    | 1989            | 22     |
| 3º      | Vtoraja Liga (Russia) | 4              | 1994    | 1997            | 22     |
| 4º      | Vtoraja Nizšaja Liga  | 2              | 1990    | 1991            | 3      |

### Partecipazione alle competizioni UEFA
| Competizione          | Partecipazioni | Debutto   | Ultima stagione | Totale |
| --------------------- | -------------- | --------- | --------------- | ------ |
| UEFA Champions League | 3              | 2009-2010 | 2011-2012       | 3      |
| Coppa UEFA            | 2              | 2004-2005 | 2006-2007       | 8      |
| UEFA Europa League    | 6              | 2009-2010 | 2015-2016       | 8      |
| Coppa Intertoto UEFA  | 1              | 2007      | 2007            | 1      |

## Organico

### Rosa 2024-2025
Aggiornata al 19 ottobre 2024.
| N. |                        | Ruolo | Calciatore            |
| -- | ---------------------- | ----- | --------------------- |
| 2  | Russia (bandiera)      | D     | Egor Teslenko         |
| 4  | Bielorussia (bandiera) | D     | Aleksandr Martynovich |
| 5  | Uzbekistan (bandiera)  | D     | Rustam Ashurmatov     |
| 6  | Nigeria (bandiera)     | C     | Ugochukwu Iwu         |
| 8  | Bielorussia (bandiera) | A     | Vital' Lisakovič      |
| 9  | Russia (bandiera)      | A     | Aleksandr Lomovickij  |
| 10 | Svizzera (bandiera)    | C     | Darko Jevtić          |
| 11 | Russia (bandiera)      | A     | Daniil Kuznetsov      |
| 15 | Montenegro (bandiera)  | D     | Igor Vujačić          |
| 18 | Russia (bandiera)      | C     | Marat Apšacev         |
| 19 | Russia (bandiera)      | C     | Oleg Ivanov           |
| 20 | Ghana (bandiera)       | A     | Joel Fameyeh          |
| 21 | Russia (bandiera)      | C     | Aleksandr Zotov       |
| 22 | Croazia (bandiera)     | C     | Veldin Hodža          |
| 23 | Russia (bandiera)      | C     | Ruslan Bezrukov       |

| N. |                       | Ruolo | Calciatore           |
| -- | --------------------- | ----- | -------------------- |
| 24 | Serbia (bandiera)     | A     | Nikola Čumić         |
| 25 | Russia (bandiera)     | C     | Igor' Konovalov      |
| 26 | Serbia (bandiera)     | D     | Uroš Drezgić         |
| 27 | Russia (bandiera)     | D     | Aleksej Gricaenko    |
| 30 | Argentina (bandiera)  | C     | Valentin Vada        |
| 31 | Polonia (bandiera)    | D     | Maciej Rybus         |
| 33 | Uzbekistan (bandiera) | C     | Umarali Rakhmonaliev |
| 38 | Russia (bandiera)     | C     | Leon Musaev          |
| 44 | Albania (bandiera)    | A     | Mirlind Daku         |
| 50 | Russia (bandiera)     | P     | Egor Šamov           |
| 51 | Russia (bandiera)     | D     | Ilja Rozhkov         |
| 66 | Russia (bandiera)     | P     | Nikita Yanovich      |
| 70 | Russia (bandiera)     | D     | Dmitrij Kabutov      |
| 80 | Russia (bandiera)     | D     | Egor Sorokin         |
| 99 | Russia (bandiera)     | P     | Artem Ismagilov      |